# Пор-Луи (Морбиан)
Пор-Луи (фр. Port-Louis) — коммуна на северо-западе Франции, находится в регионе Бретань, департамент Морбиан, округ Лорьян, кантон Энбон. Расположена в 16 км к юго-востоку от Лорьяна, в 12 км от национальной автомагистрали N165, на левом берегу реки Блаве, в месте впадения ее в Бискайский залив.
Население (2019) — 2 654 человека.

## История
До XVII века поселок назывался Блаве по названию реки, на которой он стоит. В 370 году, во время правления императора Валентиниана I, в нем был размещен римский гарнизон.
В 1590 году, во время Религиозных войн, поселок был занят испанцами, прибывшими в Бретань на помощь герцогу де Меркёру. 11 июня 1590 года местный сеньор Рене д’Аррадон и его брат Кристоф д’Аррадон принимают участие во взятии Блавет гугенотами, прибывшими из Ла-Рошели, и совершают ужасную резню среди местных жителей и защитников поселка. После этого испанский генерал Хуан Д’Агила начал строительство в Блаве цитадели, получившей название «Фуэрте дель Агила» («Форт Д’Агила»). Согласно Вервинскому договору 1598 года испанцы покинули Блаве, а цитадель была частично демонтирована.
Нынешнее название Порт-Луи, датируемое 1618 годом, было дано поселку в честь короля Людовика XIII, пожелавшего превратить его в укрепленный форпост. В 1642 году было завершено строительство новой цитадели Пор-Луи, ставшей ключевым элементом обороны рейда Лорьяна. Во  время Великой французской революции коммуна называлась Пор-де-л’Эгалите и Пор-Либерте.

## Достопримечательности
- Цитадель Пор-Луи XVI-XVII веков с бастионами, фортификационными сооружениями и пушками
- Церковь Нотр-Дам
- Часовня Святого Петра в стиле неоготика, построенная в середине XIX века на основе часовни XVI века
- Здание мэрии XVIII века

## Экономика
Структура занятости населения:
- сельское хозяйство — 0,7 %
- промышленность — 4,7 %
- строительство — 1,0 %
- торговля, транспорт и сфера услуг — 30,6 %
- государственные и муниципальные службы — 63,0 %

Уровень безработицы (2018) — 14,3 % (Франция в целом —  13,4 %, департамент Морбиан — 12,1 %). 

Среднегодовой доход на 1 человека, евро (2018) — 23 220 (Франция в целом — 21 730, департамент Морбиан — 21 830).

## Демография
Динамика численности населения, чел.

## Администрация
Пост мэра  Пор-Луи с 2014 года занимает Даниэль Мартен (Daniel Martin). На муниципальных выборах 2020 года возглавляемый им блок одержал победу в 1-м туре, получив 55,74 % голосов.
| Период | Период | Фамилия        | Партия                  | Примечания                                 |
| ------ | ------ | -------------- | ----------------------- | ------------------------------------------ |
| 1989   | 2001   | Мишель Вигуру  | Разные левые            | работник Арсенала Лорьяна                  |
| 2001   | 2008   | Моник Верно    | Социалистическая партия |                                            |
| 2008   | 2014   | Мюриель Журда  | Социалистическая партия | адвокат, сенатор, член Совета департамента |
| 2014   |        | Даниэль Мартен | Разные левые            | пенсионер                                  |

## Города-побратимы
- Бад-Гарцбург, Германия

## Галерея

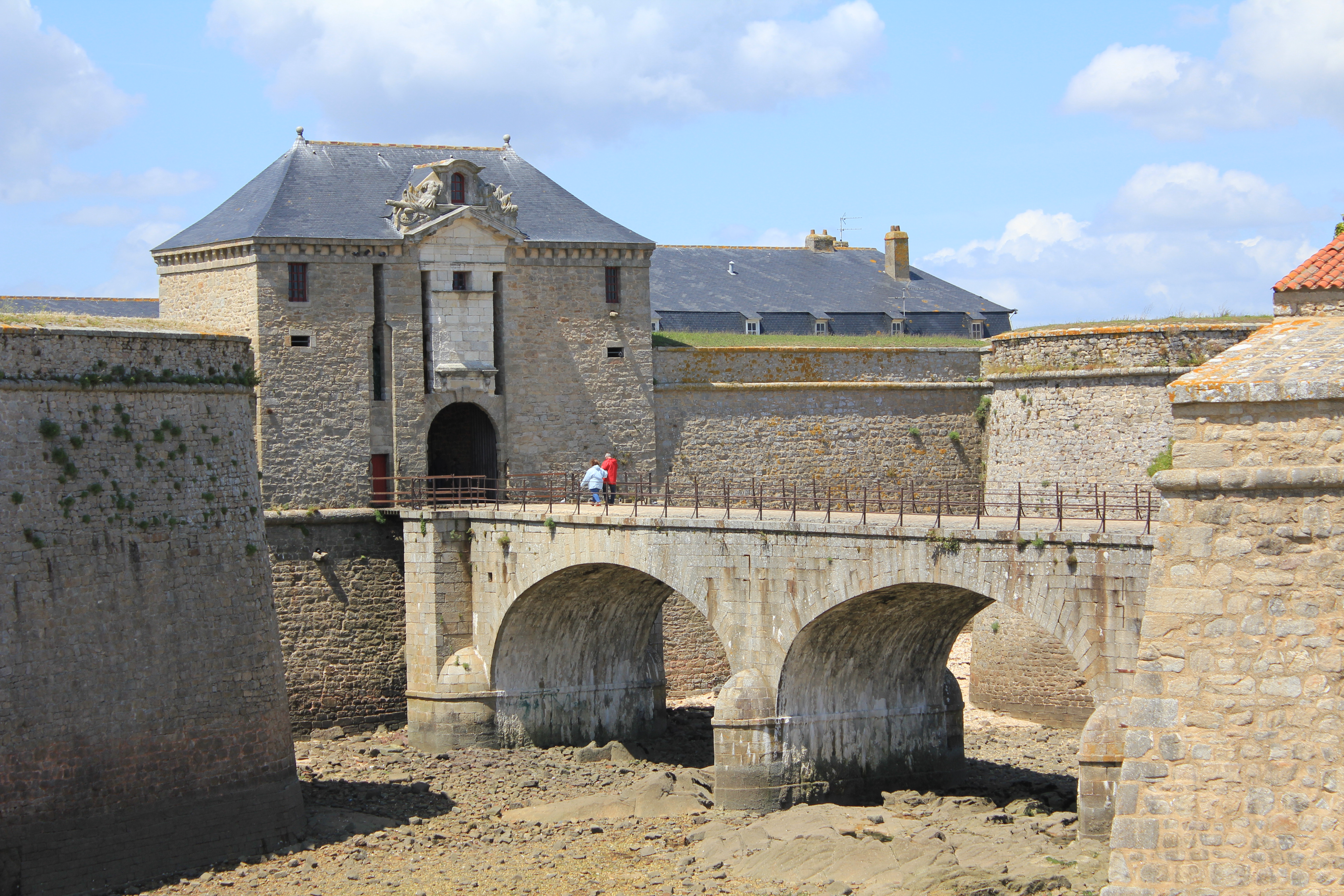
Внутри цитадели
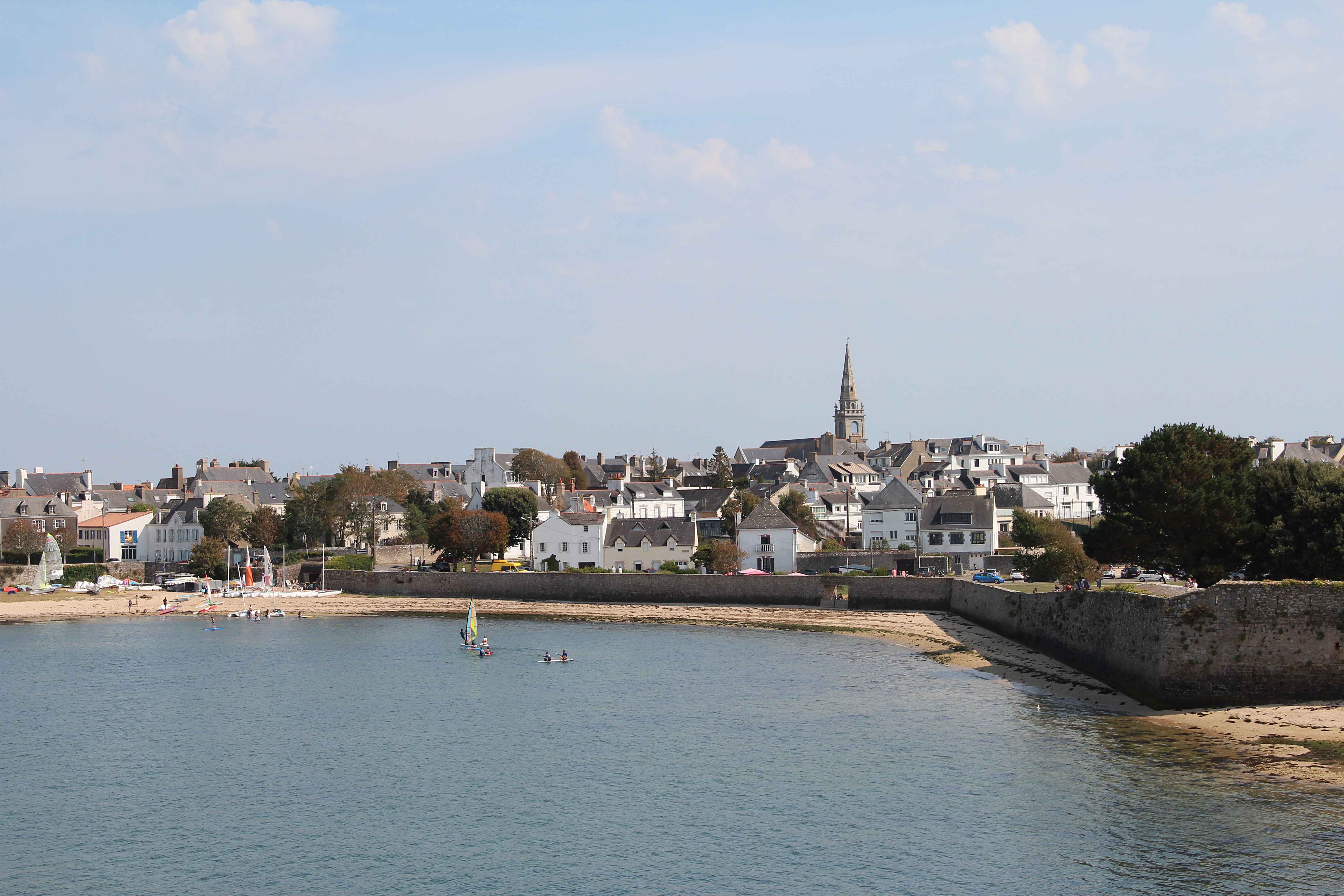
Вид на Пор-Луи
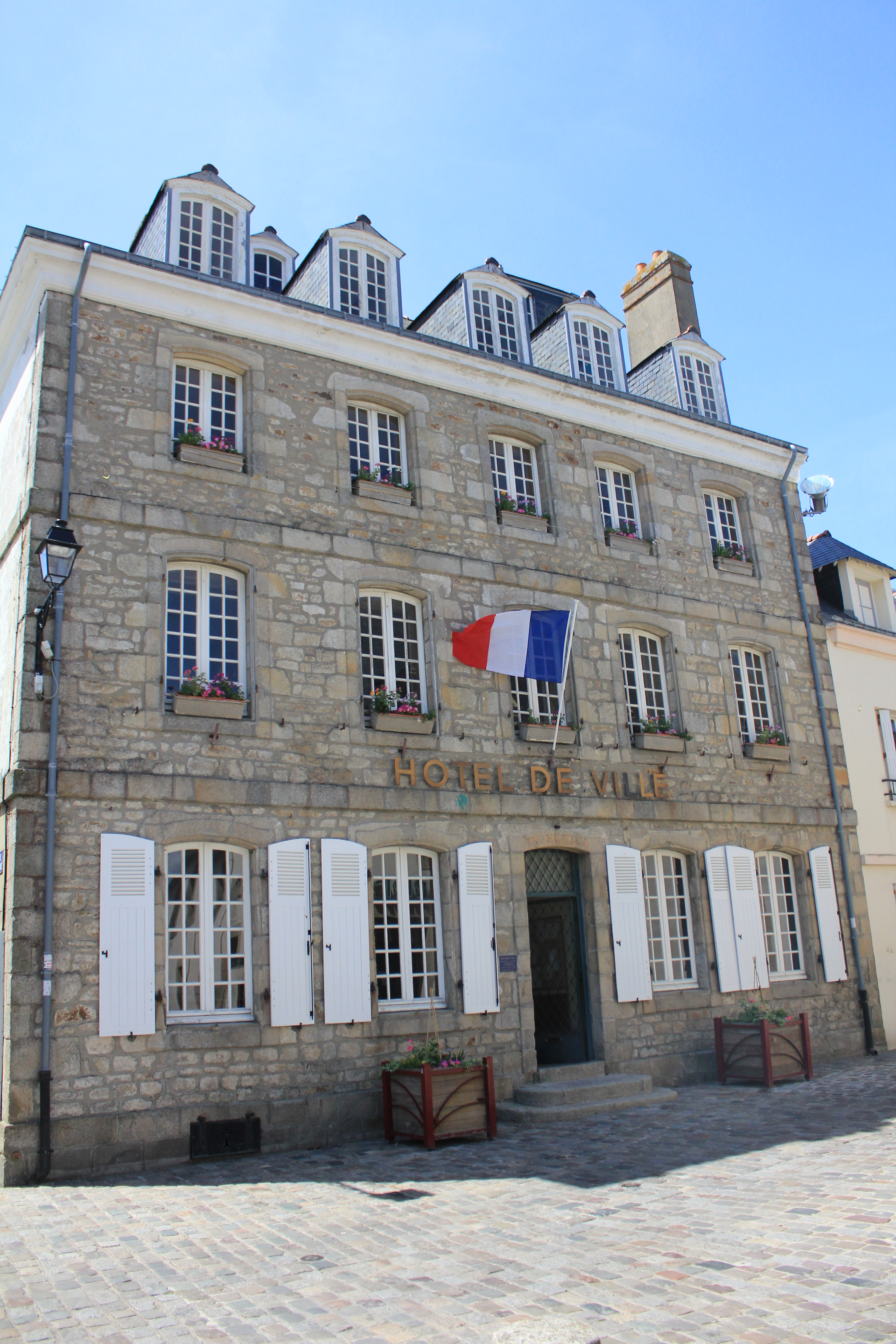
Здание мэрии
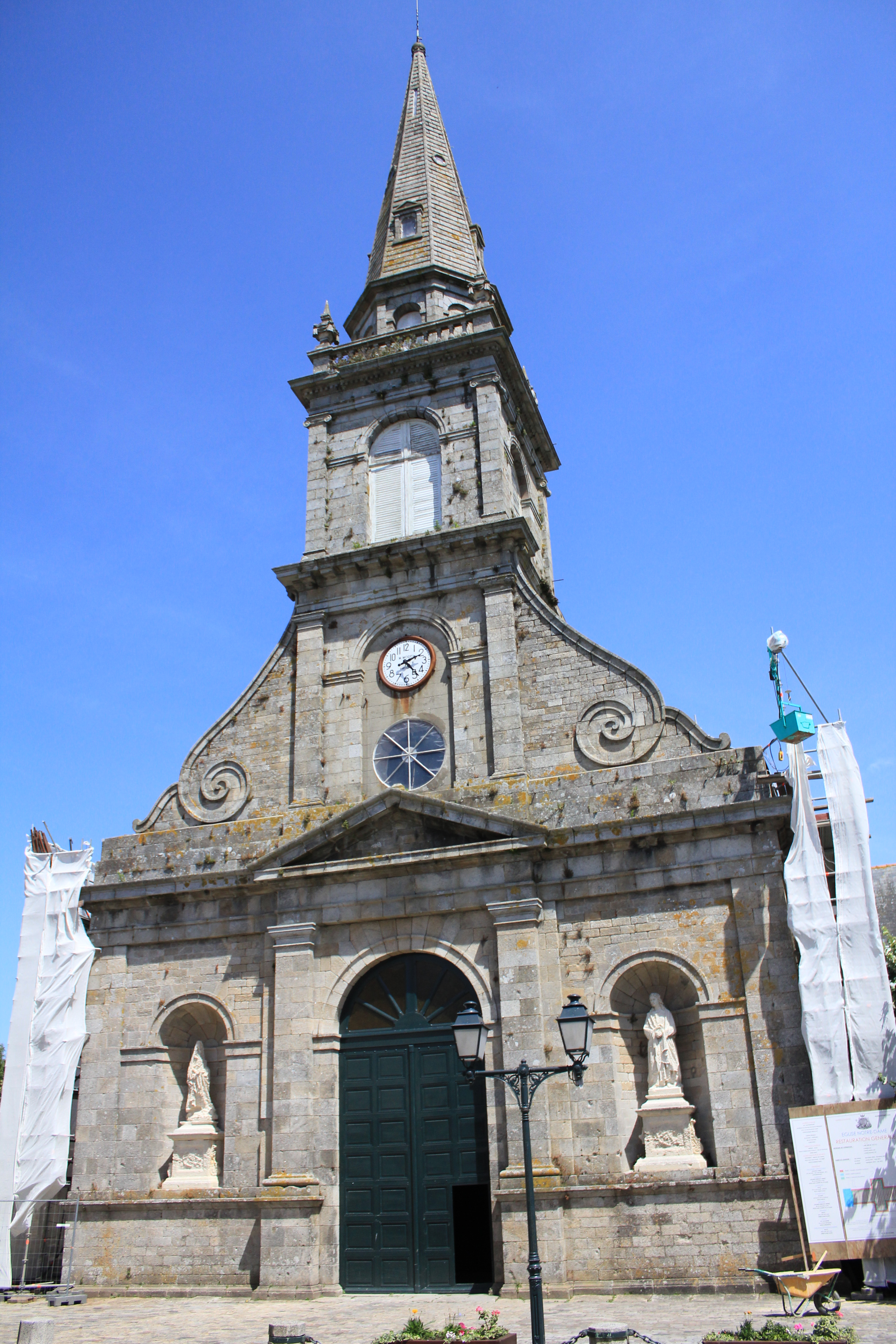
Церковь Святого Петра

1. 1 2  база данных о французских коммунах — Национальный географический институт Франции, 2015.